# Ludlamit
Ludlamit – minerał z grupy fosforanów.

## Właściwości
Krystalizuje w układzie jednoskośnym. Wykształca kryształy tabliczkowe lub podobne do ośmiościanów. Występuje w skupieniach rozetkowych, ziarnistych oraz zbitych. Jest minerałem kruchym, przezroczystym bądź półprzezroczystym. Posiada szklisty połysk i zielonobiałą rysę.

## Występowanie
Występuje w pegmatytach fosforonośnych i złożach hydrotermalnych. Towarzyszą mu wiwianit, kwarc, sfaleryt, fluorapatyt, syderyt, piryt i markasyt.
- Truro, Wielka Brytania
- Bawaria, Niemcy
- Dakota Południowa, Stany Zjednoczone
- Maine, Stany Zjednoczone